# Porporino o i misteri di Napoli
Porporino o i misteri di Napoli (Porporino ou les Mystères de Naples) è un romanzo di Dominique Fernandez. Pubblicato il 3 settembre del 1974 dalle edizioni Grasset, l'autore vinse il premio Médicis lo stesso anno.

## Trama
Il libro è strutturato in tre parti. Una sezione iniziale, scritta in prima persona, illustra il ritrovamento di un manoscritto risalente al 1820 circa, ad Heidelberg, dove un nobile del tempo aveva mantenuto una cappella musicale. In tale ambiente avrebbe vissuto l'ormai anziano Porporino, cantore evirato, che narra, quasi in segreto, le proprie memorie.
Parte prima. Vincenzo Del Prato è un fanciullo di famiglia contadina e vive nel paese di San Donato in Calabria, nelle terre del Principe di Sansevero. Dotato della voce più bella del paese, prediletto dal parroco locale, don Sallusto, il ragazzino riceve la propria istruzione senza capire che si sta per fare di lui un cantante castrato, con il consenso del padre e grazie ai mezzi offerti dal principe. Vincenzo è attratto da una coetanea, Luisilla, e risponderebbe agli stimoli della sua età, se non fosse accuratamente sorvegliato; dal canto suo, don Sallusto (che probabilmente è a sua volta un castrato, ma non viene detto in modo esplicito) indirizza i pensieri del fanciullo verso un'interpretazione della vita in cui uomini e donne in passato non erano drasticamente separati, ma piuttosto partecipi delle prerogative dell'altro sesso e, talora, dediti a curiosi riti di scambio delle parti, retaggio di un tempo arcaico.
Parte seconda. Compiuta l'operazione, il ragazzo è introdotto al Conservatorio e, dall'età di quattordici anni, può disporre di una stanza singola, grazie al suo benefattore Raimondo di Sangro, dei Principi di Sansevero. Nella stanza accanto c'è un altro ragazzo castrato, Feliciano, bellissimo e molto pigro, che colpisce Vincenzo per la disinvoltura, sconfinante nella mancanza di scrupoli. Tra gli altri allievi c'è il coetaneo Domenico Cimarosa. Gli allievi sono impegnati non meno di dieci ore al giorno e studiano, oltre a tutte le materie musicali, anche la letteratura antica e contemporanea, la religione e la filosofia. Le idee illuministe vorrebbero mettere tutti i castrati nella luce peggiore, ma l'accusa che essi siano ignoranti è sciocca e infondata.
Gli anni trascorrono e il bel Feliciano ha un influsso nocivo su Vincenzo, che si trova innamorato dell'amico, per poi comprenderne la natura egocentrica e l'inaffidabilità. Quando viene il momento di assumere un nome d'arte, Vincenzo sceglie Porporino, su consiglio del suo mecenate, in onore di Nicola Porpora, mentre Feliciano, senza spiegare nulla, dichiara che si farà chiamare Marchesi. Porporino è spesso a fianco del principe, un geniale inventore, e da questi è condotto nei salotti più esclusivi. Nel 1770, durante il suo viaggio in Italia, il piccolo Wolfgang Amadeus Mozart, con il padre, tiene una serata a Napoli, cui Porporino assiste. Le idee del ragazzino austriaco sono di scrivere molta musica per gli evirati: egli dice di adorare quelle voci e fa notare che i ruoli più eroici (Achille, Giulio Cesare, Orfeo e altri) sono costantemente affidati alla bravura di questi particolari cantanti, come un miracolo di fusione della virtù virile con la sonorità della voce pura e acuta femminile.
Parte terza. Ormai Porporino ha compreso che non diventerà un grande cantante, perciò accetta impegni solo nella musica sacra; Feliciano invece è prossimo al debutto come secondo castrato in un'opera che si terrà al Teatro San Carlo. Egli continua a giocare con i sentimenti delle persone, accettando una relazione con un'avventuriera di nome Sarah Goudard (concupita dal re di Napoli). Inoltre ha fatto innamorare perdutamente di sé un nobile, don Manuele duca di Maddaloni, turbato al punto che invita a vivere in casa sua Porporino e Feliciano. Inizia uno straziante periodo in cui don Manuele è talmente alla mercé di Feliciano che passa giorno e notte ad attenderlo, in compagnia del non meno turbato Porporino.
Anche il principe di Sansevero vuole con sé Porporino e lo coinvolge in una serie di esperimenti che denotano come il bizzarro inventore si stia perdendo in una grave forma di follia. Nei salotti il principe sostiene (come a suo tempo don Sallusto) la necessità di una fusione universale che non privi l'uomo di una parte di sé, con l'indirizzarlo all'essere maschio o femmina. Per lui i castrati sono la perfezione che blocca l'individuo prima di una scelta definitiva e i suoi domestici sono tutti giovani castrati. Questo gli attira le polemiche da parte degli esponenti dell'Illuminismo, come l'abate Galliani e Antonio Perocades. In casa e in segreto, il principe ha forse ucciso due domestici, quindi con l'aiuto dell'ignaro Porporino, ha sostituito il sangue dei due con mercurio, ottenendo in tre giorni due simulacri brillanti, ma non la resurrezione, suo primario obiettivo. Anche la realizzazione della Cappella Sansevero avviene in un clima di allucinazione e di pensieri esasperati.
Ossessionato dall'idea di trovare un metodo per far risuscitare un cadavere, il principe associa alla sua insania don Manuele, chiedendogli in prestito Feliciano per un esperimento. Egli ha decretato che i suoi domestici facciano a pezzi lui stesso insieme a un castrato, quindi li immergano in una sostanza e, in capo a tre giorni, la vita dovrebbe tornare. Don Manuele e Porporino ignorano questo piano, noto solo ai servitori di Raimondo di Sangro. Arriva la sera fatale, il principe costringe tutti a bere una bevanda, quindi ordina di procedere. Tuttavia i giovani servi si scagliano sul solo Feliciano e rifiutano di assecondare il padrone. Dapprima smembrano il corpo del cantante in silenzio, quindi ne estraggono il cuore con urla di trionfo. Porporino sviene e, al risveglio, trova solo qualche brandello di carne abbandonata.
Epilogo. Il principe viene dichiarato pazzo e internato in un convento. Don Manuele muore poco dopo, stroncato dal dolore per quanto avvenuto prima e durante la morte di Feliciano. Porporino accetta subito un impiego ad Heidelberg, dove trascorrerà circa cinquant'anni, quando deciderà di scrivere il suo memoriale. Nel cambiamento dall'Illuminismo al Romanticismo, vede avverarsi le idee del suo benefattore, quali il ritorno al mito dell'infanzia e la volontà di perdersi nel tutto, che spinge i ragazzi di entrambi i sessi a condividere costumi e poesia. E si chiede se, con un altro secolo, i giovani arriveranno a vestirsi senza differenze, a tenere i capelli della stessa lunghezza, come aveva profetizzato il principe Raimondo.

## Personaggi
- Porporino (Vincenzo Del Prato), dapprima fanciullo calabrese, quindi studente del Conservatorio e giovane cantante evirato. Personaggio di invenzione, non va confuso con due cantanti che assunsero lo stesso pseudonimo: l'italiano Giovanni Bindi (morto nel 1750) e l'italo-tedesco Antonio Uberti (Anton Hubert, 1719-1783).
- Feliciano, compagno di studi di Porporino, protetto dal Duca di Maddaloni. Cantante castrato, ha scelto di chiamarsi Feliciano Marchesi e non ha dato spiegazioni in merito.
- Don Sallusto, prete della comunità di San Donato, dove è nato Porporino. Insegna musica ai ragazzi e fa ricerche sulle tradizioni del luogo precedenti alla dominazione spagnola.
- Don Manuele (prima conte, poi duca di Maddaloni), si consuma in una passione non corrisposta per Feliciano.
- Abate Galliani, sostenitore delle idee illuministe, auspica la fine dell'epoca dei castrati.

Personaggi storici che agiscono nel libro
- Raimondo di Sangro, principe di Sansevero, protettore di Porporino e proprietario delle terre da cui il ragazzo proviene.
- Antonio Jerocades, illuminista napoletano,
- Giuseppe Aprile, cantante evirato e maestro di canto presso il Conservatorio.
- Domenico Cimarosa, il futuro compositore, amico e coetaneo di Porporino.
- Wolfgang Amadeus Mozart, ha quattordici anni e dichiara di adorare le voci dei castrati.
- Leopold Mozart, padre controllante e troppo dedito a compiacere i potenti.
- Ferdinando IV di Napoli, ancora molto giovane e dedito ai più bizzarri passatempi.

Altri personaggi storici del periodo, presenti nelle conversazioni del libro
- Pietro Metastasio.
- Christoph Willibald Gluck, Niccolò Jommelli, Antonio Sacchini, Tommaso Traetta, compositori;
- Caffarelli, Farinelli, Pacchiarotti, cantanti evirati.
- Caterina Gabrielli, celebre cantante dell'epoca.

## Edizioni
- (FR) Dominique Fernandez, Porporino ou les mystères de Naples, Parigi, Éditions Grasset, 2005  [1974], ISBN 2-246-01243-0, SBN RAV0119399.
- Dominique Fernandez, Porporino o i misteri di Napoli, traduzione di Anna R. Cattabiani, Milano, Rusconi Editore, 1992  [1976], ISBN 88-355-1066-X, SBN UBO0091803.
- Dominique Fernandez, Porporino, ovvero i misteri di Napoli, traduzione di Anna R. Cattabiani, Napoli, Colonnese Editore, 2008  [2002], ISBN 978-88-87501-81-0, SBN NAP0272582.

## Opere derivate
- Nel 1979 Patrick Guinand ha messo in scena lo spettacolo lirico Porporino con musiche napoletane inedite del XVIII secolo, interpretate da Bruce Brewer e James Bowman. Musiche a cura di Roger Blanchard.[3][4]
- Nel 1980 è stato realizzato il film per la televisione Porporino, con la regia di André Flédérick; interpreti James Bowman (Feliciano) e Bruce Brewer (Porporino).[5]